# Vicenç Piera i Parras
Vicenç Piera i Parras   (la Garriga, 31 d'agost de 1938 - Barcelona, 13 de gener de 2024) és un antic futbolista català de les dècades de 1950 i 1960.

## Trajectòria
Es formà al juvenil del FC Martinenc, on jugà durant tres temporades, d'on passà a l'Amateur de l'Espanyol el 1957. Jugà un partit amb el primer equip al camp de l'Atlètic de Madrid el 6 d'octubre de 1957, amb victòria de l'Espanyol per 2 a 3. La següent temporada ingressà a la UE Figueres, on realitzava el servei militar. La temporada 1959-60 jugà amb el CE Sabadell a Segona Divisió, malgrat no gaudí de minuts. A continuació fitxà pel CE L'Hospitalet. Retornà a l'Espanyol, que el cedí a la UE Maó per quatre mesos. Després fitxà per l'AD Guíxols, on realitzà una gran temporada, essent nomenant millor mig de la categoria regional. També jugà pel CF Igualada al final de la seva carrera.